# Ministère de l'Éducation et de la Culture
Le ministère de l'Éducation et de la Culture (en finnois : opetus- ja kulttuuriministeriö, en suédois : undervisnings- och kulturministeriet) a pour objectifs le développement de l'éducation, de la science, du sport et de la politique de la jeunesse ainsi que de la coopération internationale dans ces domaines.

## Histoire
En 1918, le Sénat de Finlande est transformé en Conseil d'État et organisé en ministères. Le ministère est alors nommé « ministère des affaires religieuses et de l'éducation ». En 1922, le nom est raccourci en « ministère de l'éducation ».
En 2010, il est renommé « ministère de l'Éducation et de la Culture » pour être plus conforme a ses attributions.
En 2017 cependant, les portefeuilles de l'éducation et de la culture sont séparés.

## Responsabilités
Le ministère est responsable des établissements d'enseignement :
- écoles primaires ;
- Lycée ;
- écoles professionnelles ;
- universités ;
- universités des sciences appliquées.

Il est aussi chargé :
- de la recherche scientifique ;
- des arts ;
- des droits d'auteur ;
- des sports ;
- de l'église et des communautés religieuses ;
- de la jeunesse ;
- des bibliothèques ;
- des musées ;
- des archives.

## Établissements rattachés
Le Ministère est la tutelle entre autres de :
- Direction des musées de Finlande
- Agence publique des archives
- Galerie nationale de Finlande
- Archives Nationales de l'Audiovisuel
- Centre national de Classification cinématographique

- Agence nationale des jeux
- Agence de gestion de Suomenlinna
- Archives nationales
- Académie de Finlande
- Direction des musées
- Institut de langues de Finlande
- Taiteen edistämiskeskus
- Institut National de l'Audiovisuel
- Celia
- Varastokirjasto

Et des établissements dépendants de l'agence nationale de l'éducation
- Professeurs envoyés par l'EDUFI
- Lycée franco-finlandais
- École finno-russe
- Centre de formation à la sécurité maritime
- École européenne d'Helsinki
- École européenne
- Centre Valteri
- Saamelaisalueen koulutuskeskus